# Pírcing al pont nasal
Un pírcing al pont nasal (pírcing al pont, Erl o Niebuhr) és un pírcing facial a través de la pell del pont nasal, generalment directament entre els ulls de l'usuari.
Una variació d'aquesta perforació, el pírcing vertical al pont (pírcing unicorn o pírcing al tercer ull) també és un pírcing superficial.
Aquest dos tipus de pírcings tenen els riscos o complicacions potencials relacionades amb els pírcings superficials. El risc de rebuig és bastant alt per a aquest pírcing, ja que és un pírcing superficial. També hi ha un alt risc de cicatrius quan es treuen les joies.
A més de les joies decoratives, els pírcings al pont nasal poden contenir ulleres.

## Joieria
Els pírcings al pont solen ser perforats amb barres rectes, encara que les barres corbes i les barres de superfície també són possibles joies inicials. Un cop curat el pírcing, és possible portar-hi un anell de bola captiva, tot i que, depenent de la col·locació del pírcing, pot ser necessari un anell tipus D per evitar la migració causada per la pressió exercida per la forma d'un anell.
La col·locació pot ser molt difícil; segons la cara (cada cara és una col·lecció de desalineaments). Si no es tè la pell una mica fluixa en aquesta zona, la curació pot ser prolongada i es pot produir migració i cicatrius consegüents. També es pot curar tort perquè és massa profund o poc profund per un o ambdós costats.
Com molts altres pírcings facials, hi ha moltes idees errònies sobre els pírcings al pont nasal. Alguns impliquen problemes oculars, com ara l'encreuament ocular involuntari. Altres creences tenen a veure amb les infeccions dels pírcings que s'estenen al cervell, a través dels sins.

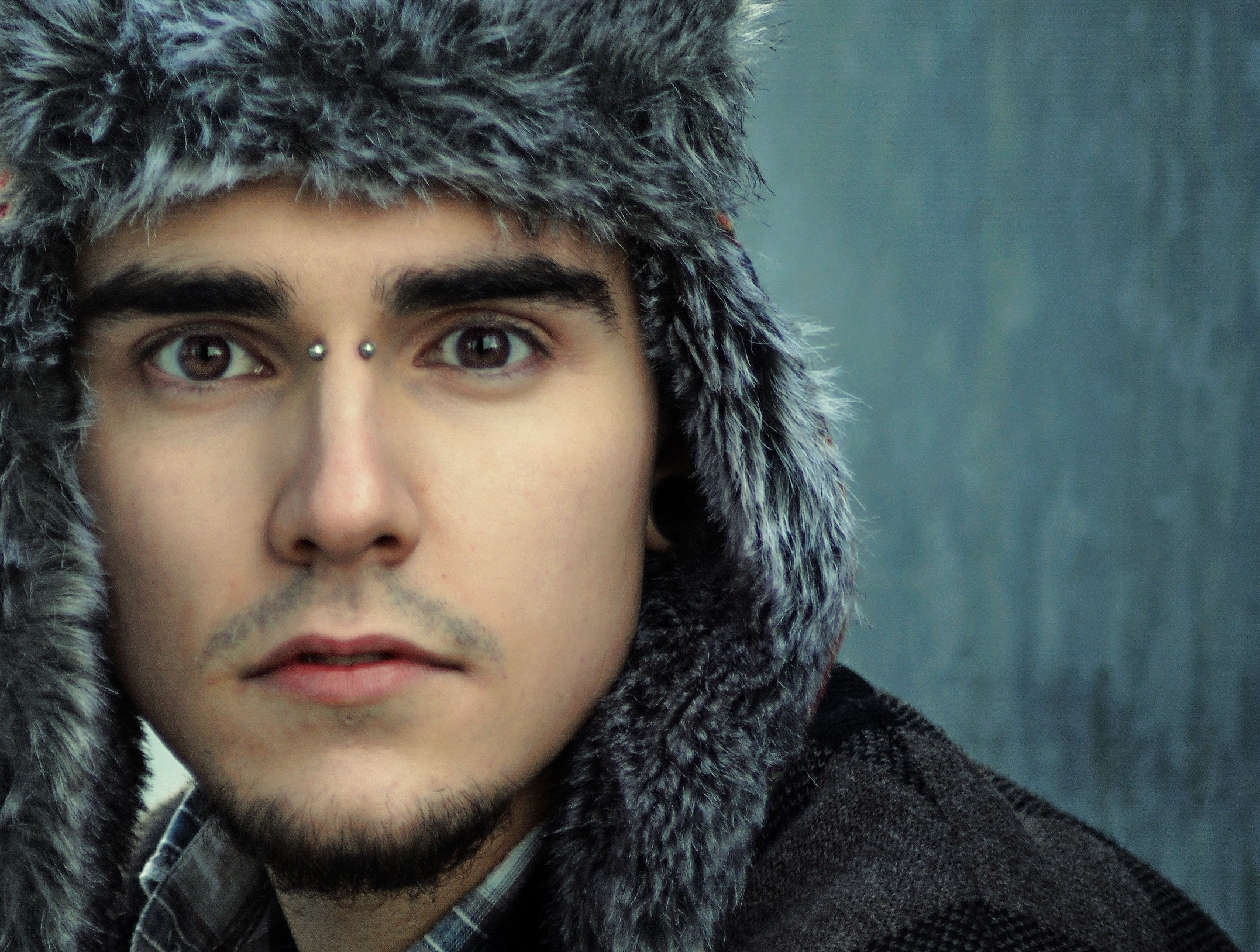
Pírcing al pont nasal